# Partit de la Democràcia Participativa
El Katılımcı Demokrasi Partisi, KADEP (en català, Partit de la Democràcia Participativa), és un partit polític nacionalista kurd de Turquia.
Va ser fundat el 2006 per Şerafettin Elçi i va ser representat amb un diputat a la Gran Assemblea Nacional de Turquia entre el 2011 i 2012, el mateix Şerafettin Elçi.
El KADEP s'oposa a la consideració de Turquia com a estat unitari i demana l'establiment d'una Turquia federal, en la qual hi hauria d'haver una regió autònoma del Kurdistan turca. També demana l'autodeterminació dels kurds, però considera que això es pot fer dins de les fronteres de Turquia, mitjançant un model federal de l'estat.